# Carl Karsten (Redakteur)
Carl Ernst Adolph Heinrich Karsten, auch Karl Karsten (* 20. April 1870 in Röbel; † nach 1940), war ein deutscher politischer Redakteur und Hauptschriftleiter.

## Leben
Carl Karsten war der Sohn des Pfarrers von Röbel in Mecklenburg-Schwerin Carl Friedrich August Karsten und dessen zweiter Frau Elisabeth Margaretha Johanna, geb. Bilderbecke. Nach der Reifeprüfung zu Ostern 1892 am Gymnasium in Doberan studierte er Rechts- und Staatswissenschaft sowie Volkswirtschaft an den Universitäten Tübingen und Rostock. Nach abgelegter Referendarprüfung war er als Redakteur tätig. Er arbeitete ab 1897 für die Nord-Ostsee-Zeitung in Kiel, wechselte 1900 zum Würzburger Generalanzeiger und 1903 als politischer Redakteur zu den Leipziger Neuesten Nachrichten. Danach ging er zur Deutschen Allgemeinen Zeitung (DAZ) nach Berlin, zu deren führenden Redakteuren er zählte. Er war bei der DAZ verantwortlich für Innere Politik und schrieb u. a. zu Oberschlesien 1921 in der DAZ, dass „der Oberschlesier kein Pole“ sei.
1922 ging Karsten als Hauptschriftleiter nach Dessau zum DVP-nahen Anhalter Anzeiger. Er blieb noch einige Jahre in Dessau aktiv. 1940 taucht sein Name mit der Angabe als „Hauptschriftleiter a. D.“ im Adressbuch der Stadt auf. Danach verliert sich seine Spur.